# جی اس. فیشمن
جی اس. فیشمن (به انگلیسی: Jay S. Fishman) (زاده ۱۹۵۳) کارآفرین، بازرگان و مدیر ارشد اجرایی آمریکایی است، که در حال حاضر به‌عنوان مدیر عامل اجرایی و رییس هیئت مدیره شرکت خدمات مالی تراولرز کمپانی فعالیت می‌کند.